# 下萬里加投
下萬里加投，是新北市萬里區的一個地名，位於該區北部，範圍大致包括大鵬里、野柳里西大半部、磺潭里、萬興里中北部地區。

## 歷史
台灣清治末期至日治前期，下萬里加投地區為一街庄，稱為「下萬里加投庄」，隸屬於金包里堡。該庄東北臨海，南與中萬里加投庄為鄰，西南邊一小段與頂萬里加投庄為鄰，西北邊為頂中股庄、下中股庄。
1901年（日治明治三十四年）11月，該庄隸屬於基隆廳，編入第四區。1905年（明治三十八年）7月，第四區、第五區合併為「金包里區」。1920年（大正九年），該庄改制為「下萬里加投」大字，隸屬於臺北州基隆郡萬里庄，大字下有「清水溪」、「員潭子」、「國聖埔」、「七甲尾」、「八斗子」、「八斗坑內」、「頂寮」、「下寮」、「萬里加投」、「磺溪子」、「焿子坪頂」、「公館崙」、「芎蕉坪」、「尫子上天」、「坑頭」小字名。
臺灣戰後時期萬里庄改制為萬里鄉，隸屬於臺北縣，大字亦改制為村。2010年12月，五都改制，臺北縣升格為新北市，萬里鄉改制為萬里區，村亦改制為里。

## 交通
省道台2線經過下萬里加投地區東北部海岸地帶，往東南可前往萬里市區、基隆等地，往西北可前往金山、三芝、淡水等地。

## 學校
- 大鵬國小